# Dons de l'Esperit Sant
En la teologia cristiana, l'Esperit Sant —o equivalents com són, entre d'altres, Esperit de Déu, Esperit de Veritat o Paràclit: acció o presència de Déu, del grec παράκλητον, ‘aquell que és invocat’, del llatí Spiritus Sanctus— és una expressió bíblica que es refereix a una complexa noció teològica a través de la qual es descriu una "realitat espiritual" suprema, que ha patit múltiples interpretacions en les diferents confessions cristianes i escoles teològiques.
Segons la Doctrina de l'Església Catòlica, els dons de l'Esperit Sant són mitjans imperibles proporcionats per l'Esperit Sant, tercera persona de la Santíssima Trinitat, dels quals el creient obté de Déu les gràcies i carismes necessaris per suportar la vida terrenal amb santedat. Aquests dons són permanents i ajuden l'home a ser més dòcil per seguir els impulsos de l'Esperit Sant i ajuden a aconseguir la perfecció de les virtuts de les persones que els reben o, almenys, a dirigir-s'hi. Tals dons són: saviesa, intel·ligència, consell, fortitud, ciència, pietat i temor de Déu.

## En les religions precristianes
Al llibre del profeta Isaïes s'hi pot llegir:
| «            | Un rebrot naixerà de la soca de Jessè, brotarà un plançó de les seves arrels. L'Esperit del Senyor reposarà damunt d'ell: esperit de saviesa i d'enteniment, esperit de consell i de fortalesa, esperit de coneixement i de reverència pel Senyor. | » |
| — Is 11, 1-2 | |   |

Teòlegs com Joan de Sant Tomàs subratllen àmpliament el fet que el coneixement d'aquests dons és sempre revelat i no pot ser fruit de la reflexió: d'aquí que els filòsofs anteriors al Cristianisme no en coneguessin l'existència. El text és marcadament messiànic i la seva aplicació com a dons que són donats a tots els cristians es deu a la reflexió posterior dels Pares de l'Església a partir d'altres texts bíblics.

## Al Cristianisme

### A l'Antic Testament
A l'Antic Testament hi ha nombrosos passatges referits a l'Esperit Sant: Al Gènesi, a l'Èxode, al Llibre dels Nombres, al Deuteronomi. També hi ha passatges referits a l'Esperit Sant o Esperit de Déu al Llibre de Judit, al Llibre dels Salms hi ha nombroses referències, al de la Saviesa també, a l'Eclesiàstic, al d'Isaïes i al de Miquees.

### Al Nou Testament
Al Nou Testament hi ha nombroses referències als dons de l'Esperit Sant entre les quals destaquen com les més principals les següents: Evangeli segons Sant Lluc, quan Jesús diu als seus deixebles que no es preocupin pel que han de dir si l'agafen car «l'Esperit Sant us ensenyarà aleshores què és el cal dir»; també a l'Evangeli segons Sant Joan quan Jesucrist els diu que «el vent bufa on vol i sents la seva veu... Així és tot el que ha nascut de l'Esperit». I també al mateix Evangeli quan Jesús diu «i jo pregaré al Pare i us donarà un altre Paràclit perquè estigui amb vosaltres sempre: és l'Esperit de la veritat...». Es repeteixen aquestes idees als Fets dels Apòstols de forma contundent i s'ha dit entre els teòlegs que el Llibre dels Fets dels Apòstols podria anomenar-se «Evangeli de l'Esperit Sant» atès que aquest nom apareix a gairebé totes les seves pàgines.
Amb motiu d'un discurs de Pere apareix sobtadament la figura de l'Esperit Sant; a l'epístola de Sant Pau als Romans, en què dedica el capítol vuitè complet a «La vida de l'Esperit», els diu que «la llei de l'Esperit de la vida que està en Crist Jesús t'ha alliberat del pecat i de la mort»; «perquè la justícia s'acomplís en nosaltres, que no caminem segons la carn sinó segons l'Esperit», «els que viuen segons la carn senten les coses de la carn, en canvi els que viuen segons l'Esperit senten les coses de l'Esperit», «perquè si viviu segons la carn, morireu; però, si amb l'Esperit feu morir les obres del cos, viureu»; als corintis els diu a la primera carta que els escrigué: «A nosaltres, en canvi, Déu ens ho revelà per mitjà de l'Esperit, perquè l'Esperit tot ho escorcolla, àdhuc les profunditats de Déu» i una bona part del capítol dotzè el dedica a explicar-los la diversitat dels dons espirituals. També l'apòstol Sant Joan al seu escrit de l'Apocalipsi cita nombroses vegades l'Esperit Sant, i força més passatges que són un petit resum de la tradició de l'Església, àdhuc quan l'únic text específic i fonamental és el mencionat d'Isaïes.
Ara bé, el text masorètic, que és la versió hebraica de la Bíblia emprada oficialment entre els jueus, no en compta set sinó sis —no menciona l'esperit de pietat— els dons de l'Esperit Sant, la qual cosa ha donat peu a discussions entre els teòlegs, que assumeixen que en són set atès el caràcter simbòlic d'aquest nombre, i els exegetes que consideren el text una simple enumeració de les qualitats de govern del Messies. Sant Tomàs d'Aquino dedicà un article al seu Summa theologiae a defensar que en són set.

## En el magisteri de l'Església
Al sínode de Roma de l'any 382, sota la presidència del Papa Damas I, es tractà els dons en els termes següents:
| «       | Es digué: Davant de tot cal tractar de l'Esperit septiforme que descansa en Crist. Esperit de saviesa: Crist virtut de Déu i saviesa de Déu (1Co 1, 24). Esperit d'enteniment: Et donaré enteniment i t'instruiré en el camí per on aniràs (Sal 31, 8). Esperit de consell: I s'anomenarà el seu nom àngel del gran cosnell (Is, 9, 6). Esperit de fortalesa: Virtut o força de Déu i saviesa de Déu (1Co 1, 24). Esperit de ciència: Per l'eminència de la ciència de Crist Jesús (Ef 3, 19). Esperit de veritat: Jo sóc el camí, la vida i la veritat (Jn 14, 6). Esperit de temor (de Déu): El temor del Senyor és principi de la saviesa (Sal 110, 10) | » |
| — DS 83 | |   |

El Papa Lleó XIII en l'encíclica Divinum illud munus, publicada el 1897, declarava el següent:
| « | El just que viu de la vida de la gràcia i que opera mitjançant les virtuts, com d'altres tantes facultats, té absoluta necessitat dels set dons, que més comunament són anomenats dons de l'Esperit Sant. Mitjançant aquests dons, l'esperit de l'home queda elevat i apte per obeir amb més facilitat i prestesa les inspiracions i impulsos de l'Esperit Sant. De la mateixa manera, aquests dons són de tal eficàcia, que condueixen l'home al més alt grau de santedat; són tan excel·lents, que romandran íntegrament en el cel, tot i que en grau més perfecte. Gràcies a ells és moguda l'ànima i conduïda a la consecució de les benaurances evangèliques, aquestes flors que veu obrir-se la primavera com a senyals precursores de l'eterna beatitud. | » |

Dins de l'Església Catòlica el creient té accés als dons i a les gràcies conseqüents, amb el baptisme, que es reforcen un cop rebut el sagrament de la confirmació, ritus pel qual s'imposa les mans al batejat i se l'ungeix amb oli perquè descendeixi sobre seu l'Esperit Sant. (Cfr. SC 71; Catec. n. 1298).

## El do de l'Esperit
El «do de Déu» és l'Esperit Sant, promesa que es feu realitat a Pentecosta. L'itinerari que, a propòsit del «do de l'Esperit», segueix la revelació segons els texts de la Sagrada Bíblia és: de la necessitat a la promesa que arriba de forma imminent, de la promesa a la realització, del do donat als efectes que produeix.

### Funcions específiques de cada do
- El do de la saviesa dona un coneixement amorós de Déu, de les persones i de les coses creades per la referència que fa a Ell. Només s'hi arriba al coneixement de Déu per mitjà de la santedat i és, precisament l'Esperit Sant, el que posa aquest coneixement a l'abast de les ànimes senzilles que estimen Déu. Aquest do està íntimament unit a la virtut de la caritat a la qual perfecciona que proporciona un coneixement de Déu i de les persones i disposa a les persones per posseir «una certa experiència de la dolçor de Déu».,[22][23] Sant Tomàs d'Aquino ensenya que l'objecte d'aquest do és el propi Déu en primer lloc i, també, les coses d'aquest món quan s'ordenen a Déu i d'Ell procedeixen.[24]

- El do d'enteniment proporciona un coneixement més profund dels misteris de la fe donant-li una profunda penetració en els grans misteris sobrenaturals. És un do que es concedeix a tots els cristians però perquè es desenvolupi cal viure en gràcia de Déu i posar èmfasi en créixer en la santedat personal. Perfecciona la virtut de la fe. Aquest do és summament útil per als teòlegs perquè puguin penetrar en allò més profund de les veritats que Déu ha revelat i, posteriorment deduir les virtualitats contingudes en elles mitjançant el raonament teològic.[25]

- El do de la ciència facilita a l'home de comprendre el que són les coses creades com a senyals que duen a Déu. Perfecciona la virtut de la fe i ensenya a jutjar rectament totes les coses creades per veure-hi l'empremta de Déu. L'Esperit Sant fa percebre a l'home la saviesa infinita, la natura, la bondat de Déu.[26] Francesc d'Assís, il·luminat per aquest do, veia en totes les criatures, àdhuc en éssers inanimats o irracionals, germans seus en Crist.[27]

- El do de consell és el do mitjançant el qual l'Esperit Sant perfecciona els actes de la virtut de la prudència, ço és, a l'elecció dels mitjans que cal emprar en cada situació. No només en situacions en què s'han de prendre grans determinacions, sinó també en els detalls més petits d'una vida corrent. El do de consell és de gran ajut per mantenir una consciència recta. Caterina de Siena tingué aquest do en grau extraordinari, atès que fou la millor consellera i braç dret de Gregori XI, a qui convencé perquè tornés d'Avinyó a Roma en contra de les idees d'alguns cardenals.

- El do de pietat té per objecte fomentar en la voluntat un amor filial envers Déu, a qui considera com Pare, i un especial sentiment de fraternitat envers els homes per ser germans i fills del mateix Pare.[28] Déu vol ser tractat amb tota confiança pels seus fills, els homes, sempre necessitats. L'Esperit Sant ensenya i facilita a les persones mitjançant aquest do el tracte confiat d'un fill envers el seu pare. Pera aquesta raó, la pregària preferida dels homes envers el seu Pare Déu és la que els ensenyà Jesucrist, el parenostre. Aquest do perfecciona la virtut de la fe.[29]

- El do de la fortitud el dona l'Esperit Sant a les ànimes que necessiten vèncer els obstacles i posar en pràctica les virtuts. Jesucrist prometé als seus apòstols que "seran revestits" per l'Esperit Sant de la "força de dalt".[30] Aquest do reforça la virtut homònima, la fortalesa, donant-li "resistència i suport" davant de qualsevulla mena de perills i atacs i una "envestida" forta del compliment del deure malgrat els obstacles i dificultats que trobi. Aquest do es posa especialment de manifest en els màrtirs, però també en la pràctica heroica i callada de les virtuts de la vida ordinària que constitueixen l'"heroisme d'allò petit".[31]
- Temor de Déu